# Vanilla claviculata
Vanilla claviculata là một loài thực vật có hoa trong họ Lan. Loài này được Sw. miêu tả khoa học đầu tiên năm 1799.